# Seznam neperiodičnih kometov
Med neperiodične komete se šteje tiste komete, ki imajo obhodno dobo 200 let in več. Mednje se šteje tudi takšne, ki letijo skozi Osončje samo enkrat. Njihove tirnice so skoraj parabolične. V bližino Sonca se ne vrnejo nekaj tisoč let ali še več. 
Neperiodične komete se označuje s črko »C«, komete, ki so bili izgubljeni pa s črko »D« (primer: Lexllov komet (D/1770 L1)).

## Odkriti po letu 1910
| Ime kometa                                                                   | Odkritelj(i), datum odkritja                                                                                     | Vrsta tirnice |
| ---------------------------------------------------------------------------- | --- | ------------- |
| Komet Arend-Roland (C/1956 R1, 1957 III, 1956h)                              | Arend in Roland, 8. november 1956                                                                                | hiperbolična  |
| Komet Beljavski (C/1911 S3, 1911 IV, 1911g)                                  | Beljavski 29. september 1911                                                                                     | hiperbolična  |
| Komet Bennett (C/1969 Y1, 1970 II, 1969i)                                    | Bennett, 28. december 1969                                                                                       | eliptična     |
| Komet Bradfield (C/2004 F4)                                                  | Bradfield, 12. april 2004                                                                                        | eliptična     |
| Komet Brooks (C/1911 O1, 1911 V, 1911c)                                      | Brooks, 21. julij 1911                                                                                           | eliptična     |
| Komet de Kock-Paraskevopoulos (C/1941 B2, 1941 IV, 1941c)                    | de Kock 15. januar 1941 in Paraskevopoulos, 23. januar 1941                                                      | eliptična     |
| Komet mrka iz leta 1948 (C/1948 V1, 1948 XI, 1948l)                          | prvič opažen med popolnim Sončevim mrkom v Nairobiju 1. novembra 1948 (magnituda okoli −2)                       | eliptična     |
| Komet Hale-Bopp (C/1995 O1)                                                  | Hale in Bopp, 23. julij 1995 eden izmed samo petih znanih kometov, ki imajo negativno absolutno magnitudo (−2.7) | eliptična     |
| Komet Humason (C/1961 R1, 1962 VIII, 1961e)                                  | Humason, 1. september 1961                                                                                       | eliptična     |
| Komet Hyakutake (C/1996 B2)                                                  | Hyakutake, 30. januar 1996                                                                                       | eliptična     |
| Komet Ikeya-Seki (C/1965 S1, 1965 VIII, 1965f)                               | Ikeya, Seki 18. september 1965                                                                                   | eliptična     |
| Komet Kohoutek (C/1973 E1, 1973 XII, 1973f)                                  | Kohoutek, 7. marec 1973                                                                                          | hiperbolična  |
| Komet LONEOS (C/2007 F1)                                                     | LONEOS, 19. marec 2007                                                                                           | hiperbolična  |
| Komet Lulin (C/2007 N3)                                                      | Ye Quanzhi in Lin Chi-Sheng, Observatorij Lulin, 11. julij 2007                                                  | hiperbolična  |
| Komet Machholz (C/2004 Q2)                                                   | Machholz, 27. avgust 2004                                                                                        | eliptična     |
| Komet McNaught (C/2006 P1, Veliki komet iz leta 2007)                        | Robert H. McNaught, 7. avgust 2006 (največja svetlost −5m)                                                       | hiperbolična  |
| Komet McNaught-Russell (C/1993 Y1, 1994 XI, 1993v)                           | Robert H. McNaught, Kenneth S. Russell 17. december 1993                                                         | eliptična     |
| Komet Mrkos (C/1957 P1, 1957 V, 1957d)                                       | Mrkos, 29. julij 1957                                                                                            | eliptična     |
| Komet NEAT (C/2001 Q4)                                                       | NEAT, 24. avgust 2001                                                                                            | hiperbolična  |
| Komet Pojmański (C/2006 A1)                                                  | Pojmański, 2. januar 2006                                                                                        | eliptična     |
| Komet Seki-Lines (C/1962 C1, 1962 III, 1962c, Reitberg-Blakesen, Khokhlov    | Seki in Lines, 4. februar 1962                                                                                   | hiperbolična  |
| Komet Skjellerup-Maristany (C/1927 X1, 1927 IX, 1927k)                       | Skjellerup, 28. novenber, 1927 in Maristany, 6. december, 1927                                                   | eliptična     |
| Komet Skorichenko-George (C/1989 Y1, 1990 VI, 1989e1)                        | Skorichenko in George, 17. december 1989                                                                         | hiperbolična  |
| Veliki južni komet iz leta 1947 (C/1947 X1, 1947 XII, 1947n)                 | 7. december 1947                                                                                                 | eliptična     |
| Komet SWAN (C/2006 M4)                                                       | Matson in Mattiazzo, 20. junij 2006                                                                              | hiperbolična  |
| Komet White-Ortiz-Bolelli (C/1970 K1, 1970 VI, 1970f)                        | White, 18. maj 1970, Ortiz, 21. maj, 1970 in Bolelli, 22. maj, 1970                                              | parabolična   |
| Komet Wilson-Hubbard (C/1961 O1, 1961 V, 1961d, Drakesen, Portlock-Weinberg) | Wilson in Hubbard, 23. julij 1961                                                                                | eliptična     |
| Komet Zhu-Balam (C/1997 L1)                                                  | Zhu (June 3, 1997) in Balam (8. junij 1997 Arhivirano 2015-09-23 na Wayback Machine.)                            | eliptična     |

## Odkriti leta 1910 in prej
| Ime kometa | Odkritelj(i), datum odkritja | Razdalja                | Vrsta tirnice            |
| --- | --- | ----------------------- | ------------------------ |
| C/-43 K1 (Komet Cezar) | 18. maj, 44 pr. n. št. (Kitajska); druga imena v rimskih časih: sidus Iulium ali Caesaris astrum; absolutna magnituda: −4.0, eden izmed samo petih znanih kometov, ki imajo negativno absolutno magnitudo, verjetno je najsvetlejši dnevni komet v pisani zgodovini | verjetno razpadel       | parabolična              |
| X/1106 C1 (Veliki komet iz leta 1106) | 2. februar, 1106. Eden izmed Kreutzovih blizusončevih kometov, razpadel na dva dela. |                         | parabolična              |
| C/1577 V1 (Veliki komet iz leta 1577) (1577 I) | 1. november 1577 absolutna magnituda −1,8, eden izmed petih znanih kometov, ki imajo negativno absolutno magnitudo | 317                     | parabolična              |
| C/1652 Y1 | van Riebeeck, 17. december, 1652 (Cape Town, Južna Afrika) | 280                     | parabolična              |
| C/1680 V1 (Kirchov komet) | Kirch, 14. november 1680 (prvo odkritje kometa s pomočjo teleskopa) | 252                     | eliptična                |
| C/1686 R1 | van der Stel, 12. avgust 1686 (Cape Town, Južna Afrika) | 260                     | parabolična              |
| C/1689 X1 | van der Stel, 24. november 1689 (Cape Town, Južna Afrika) | 260                     | parabolična              |
| Komet iz leta 1729 (C/1729 P1, 1729, Komet Sarabat) \| Sarabat, 1. avgust, 1729 absolutna magnituda −3,0, eden izmed petih znanih kometov, ki imajo negativno absolutno magnitudo \| 234 | parabolična |                         |                          |
| Veliki komet iz leta 1743 (C/1743 X1, 1744, Komet Klinkenberg-de Chéseaux) | Klinkenberg, 9. december, 1743 in de Chéseaux, 13. december, 1743, postal je svetlejši od Jupitra v marcu 1744, kazal pa je vsaj šest repov | 230                     | parabolična              |
| Komet de Chéseaux (C/1746 P1, 1747, Komet de Chéseaux) | de Chéseaux, 13. avgust 1746 absolutna magnituda −0.5, eden izmed petih znanih kometov, ki imajo negativno absolutno miganitudo | 228                     | parabolična              |
| Veliki komet iz leta 1760 (C/1760 A1, 1759 III) | 7. januar 1760, približal se je Jupitru na razdaljo 0,054 a.e. v letu 1758 | 216                     | parabolična              |
| Veliki komet iz leta 1771 (C/1771 A1, 1770 II) | 9. januar 1771 | 213                     | parabolična              |
| Veliki komet iz leta 1783 (C/1783 X1, 1784) | de la Nux, 15. december 1783 | 206                     | parabolična              |
| Veliki komet iz leta 1807 (C/1807 R1, 1807) | Giovanni, 9. september 1807 | 161                     | eliptična                |
| Veliki komet iz leta 1811 (C/1811 F1) | Flaugergues, 25. marec 1811 |                         | eliptična                |
| Veliki komet iz leta 1819 (C/1819 N1, 1819 II, Komet Tralles) | Tralles, 1. julij 1819 |                         | parabolična              |
| Veliki komet iz leta 1823 (C/1823 Y1, 1823) | 24. december 1823 |                         | parabolična              |
| Komet Pons (C/1825 N1, 1825 IV) | Pons, 18. julij 1825 |                         | eliptična (C/1825 N1)    |
| Veliki komet iz leta 1830 (C/1830 F1, 1830 I) | Faraguet, 16. marec 1830 (Mauritius) in Fallows, 20. marec 1830 (Cape Town, Južna Afrika) |                         | parabolična              |
| Veliki komet iz leta 1831 (C/1831 A1, 1830 II) | Herapath, 7. januar 1831 (1) |                         | parabolična              |
| Veliki komet iz leta 1843 (Veliki marčevski komet iz leta 1843, C/1843 D1, 1843 I) | 5. februar 1843 |                         | eliptična                |
| Veliki komet iz leta 1844 (C/1844 Y1, 1844 III) | 17. december 1844 |                         | eliptična                |
| Veliki junijski komet iz leta 1845 (C/1845 L1, 1845 III) | 2. junij 1845 |                         | eliptična                |
| Komet Hind C/1847 C1, 1847 I) | Hind, 6. februar 1847 |                         | eliptična (C/1847 C1)    |
| Komet gospodične Mitchell (C/1847 T1, 1847 VI) | Mitchell, 1. oktober 1847 |                         | hiperbolična             |
| Komet Klinkerfues (C/1853 L1, 1853 III) | Klinkerfues, 11. junij 1853 |                         | hiperbolična (C/1853 L1) |
| Veliki komet iz leta 1854 (C/1854 F1, 1854 II) | 23. marec 1854 |                         | parabolična              |
| Komet Donati (C/1858 L1, 1858 VI) | Donati, 2. junij 1858 |                         | eliptična                |
| Veliki komet iz leta 1860 (C/1860 M1, 1860 III) | 18. junij 1860 |                         | parabolična              |
| Komet Thatcher (C/1861 G1) | A. E. Thatcher iz New Yorka, 5. april 1861 | 103,6                   | eliptična                |
| Veliki komet iz leta 1861 (C/1861 J1, 1861 II) | Tebbutt, 13. maj 1861 |                         | eliptična                |
| Veliki južni komet iz leta 1865 (C/1865 B1, 1865 I) | 17. januar 1865 |                         | parabolična              |
| Komet Coggia (C/1874 H1, 1874 III) | Coggia, 17. april 1874 |                         | eliptična (C/1874 H1)    |
| Veliki južni komet iz leta 1880 (C/1880 C1, 1880 I) | 1. februar 1880 |                         | parabolična              |
| Veliki komet iz leta 1881 (C/1881 K1, 1881 III, 1881b) | Tebbutt, 22. maj 1881 |                         | eliptična                |
| Komet Wells (C/1882 F1, 1882 I, 1882a) | Wells, 18. marec 1882 |                         | eliptična                |
| Veliki komet iz leta 1882 (C/1882 R1, 1882 II, 1882b) | 1. september 1882; prvi astronom, ki ga je videl, je bil Finlay. Dosegel je ocenjeno magnitudo −17 (C/1882 R1, C/1945 X1 (du Toit) in C/1965 S1 so verjetno deli X/1106 C1)                                                                                         | 110,8 113,3 115,8 117,3 | vsi deli: eliptična      |
| Veliki južni komet iz leta 1887 (C/1887 B1, 1887 I, 1887a) | John M. Thome, 18. januar 1887, "Brezglavo čudo" |                         | parbolična               |
| Veliki komet iz leta 1901 (C/1901 G1, 1901 I, 1901a) | 23. april 1901 |                         | parabolična              |
| Veliki januarski komet iz leta 1910 (C/1910 A1) (ne smemo ga zamenjati s kometom 1P/Halley) iz leta 1910                                                                                 | opazili so ga zjutraj 12. januarja 1910, prvi astronom, ki ga je videl je bil Innes | 119                     | eliptična                |

Razdalje so navedene v astronomskih enotah (a.e.) od Sonca 17. junija 2008, kot jih navaja generator efemerid pri NASA/JPL's HORIZONS